# Episodi di Baccano!

Logo dell'anime nella sigla di apertura.

Questa è la lista degli episodi di Baccano!, serie televisiva anime diretta da Takahiro Omori e prodotta da Brain's Base e Aniplex. Le 16 puntate sono adattate dall'omonima serie di light novel, scritte da Ryohgo Narita ed illustrate da Katsumi Enami. Narrata in modo non-lineare, la storia è ambientata nel periodo del proibizionismo nordamericano durante il quale si svolgono tre eventi apparentemente scollegati: due bottiglie di elisir dell'immortalità vengono scambiate tra gangster di Manhattan credendo siano bevande alcoliche, un mostro misterioso attacca i membri di due gang mentre questi tentano di dirottare il treno Flying Pussyfoot, e sulle tracce di un uomo si mettono la sorella e una gang malavitosa.
I primi 13 episodi sono andati in onda dal 26 luglio al 1º novembre 2007 su WOWOW, un canale pay-per-view giapponese, mentre gli ultimi 3 sono stati messi in commercio solo per il mercato home video come OAV, pubblicati rispettivamente col quinto, settimo e ottavo DVD della serie. L'anime è stato raccolto in 8 DVD, ognuno contenente due episodi, pubblicati da Aniplex dal 24 ottobre 2007 al 28 maggio 2008. La collezione Blu-ray è stata messa in commercio il 26 gennaio 2011. La sigla di apertura utilizzata è Gun's & Roses dei Paradise Lunch, la sigla di chiusura Calling di Kaori Oda.